# Belmiro Braga
Belmiro Braga is een gemeente in de Braziliaanse deelstaat Minas Gerais. De gemeente telt 3.079 inwoners (schatting 2009).

## Aangrenzende gemeenten
De gemeente grenst aan Juiz de Fora, Matias Barbosa, Santa Bárbara do Monte Verde, Simão Pereira, Comendador Levy Gasparian (RJ), Paraíba do Sul (RJ) en Rio das Flores (RJ).